# ای.سی. ای
اِی‌سی‌ای (کره ای: 에이스) یک گروه پسران کره جنوبی است که توسط Beat Interactive تشکیل شده‌است. این گروه از پنج عضو تشکیل شده‌است: جون، دونگهون، واو، کیم بیونگ کوان و چان. این گروه در ۲۳ مه ۲۰۱۷ با تک آهنگ «کاکتوس» آغاز به کار کردند.

## تاریخ

### پیش از اولین
جون قبل از انتقال به CJ E&amp;M تحت عنوان Jellyfish Entertainment در کنار VIXX آموزش دیده‌است. او در Mnet ' I Can You Voice You به عنوان یک نگاه کانگتا به نظر می‌رسد. دونگون قبل از اینکه یک کارآموز در CJ E&M شوید، در Superstar K5 رقابت کرد و بعداً در I Can Your Voice نیز ظاهر شد، این قسمت را بدست آورد و از ستون JB Got7 کسب ستایش کرد. وو قبل از اینکه بعداً به CJ E&M بروید، در YG Entertainment در کنار برنده آموزش دیدید، جایی که با جون و دونگون آشنا شد. کیم بایونگوان در فصل ۱ ستاره K-pop Star شرکت کرد اما در دور نهایی بازیگران حذف شد. او همچنین تحت آموزش JYP Entertainment در کنار چان آموزش دید.

### ۲۰۱۷ - در حال حاضر

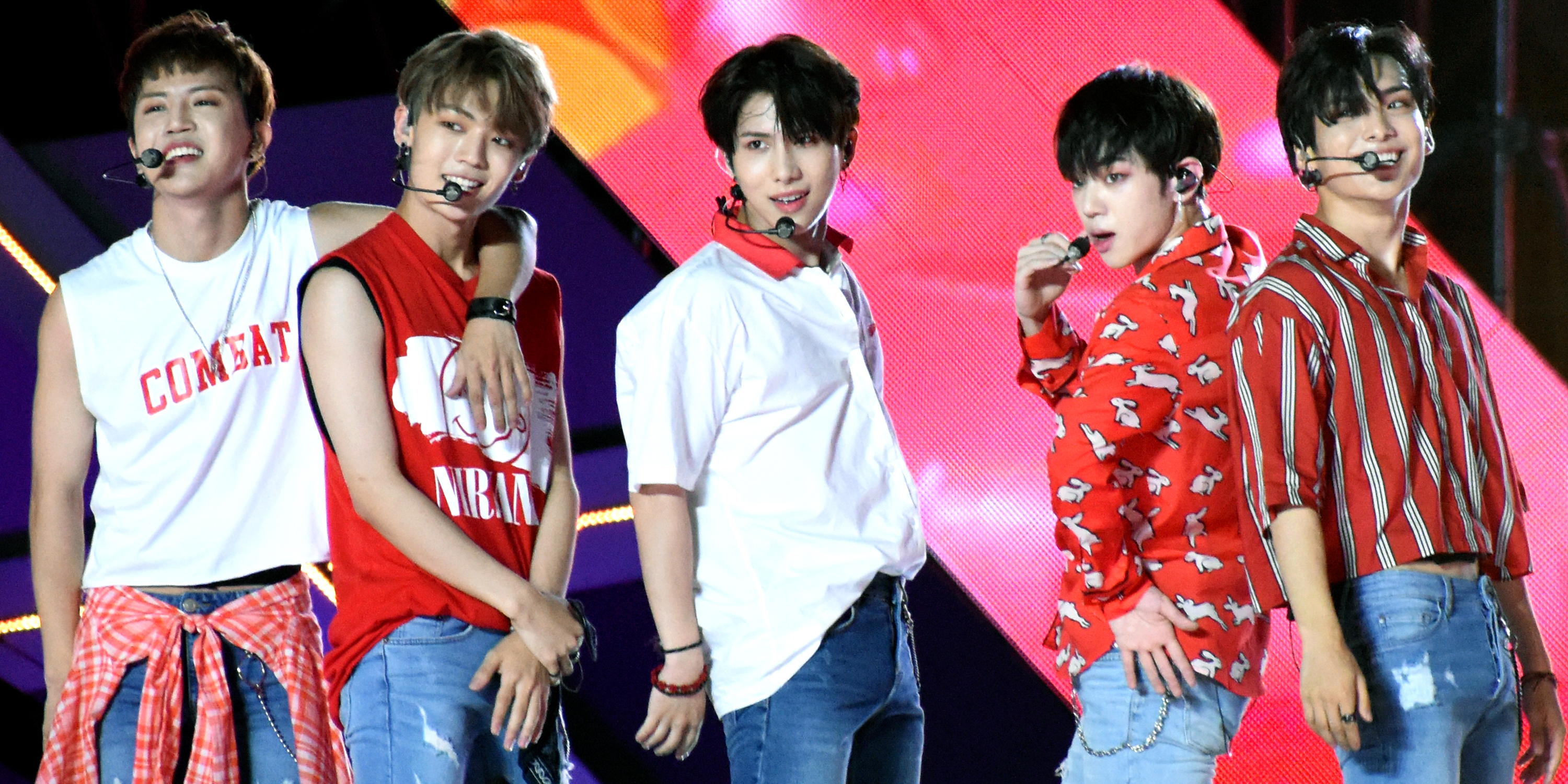
ACE در جشنواره آسمان فرودگاه اینچئون 2018 از سمت چپ: دونگون، چان، وای، کیم بایونگوان، جون

در ۲۳ مه ۲۰۱۷، ACE اولین آلبوم جدید خود کاکتوس را منتشر کرد، گروه A.C.E یک #گروه #موسیقی زیر نظر #کمپانی Beat Interactive است. این گروه از پنج عضو تشکیل شده‌است که کار خود را در تاریخ ۲۳ مه سال ۲۰۱۷ در #کره جنوبی آغاز کردند.
#آهنگ #دبیو این گروه #کره‌ای با نام #کاکتوس بسیار مورد توجه قرار گرفت و آن‌ها در مدت کوتاه دو سال توانستند در زمینه موسیقی و #سبک خاص خود #پیشرفت چشم‌گیری داشته باشند.
نام A.C.E برگرفته شده از عبارت Adventure Calling Emotions است و بیانگر آن است که گروه قصد دارد باعث به وجود آمدن احساساتی در افراد شود که آن‌ها را به سوی #ماجراجویی و تحقق رؤیاها سوق می‌دهد.
این گروه به تازگی #ترانه جدیدی با عنوان Under Cover نیز #منتشر کرده‌است که مورد توجه طرفداران آن‌ها قرار گرفته‌است.
نام گروه طرفداران A.C.E یا به عبارت دیگر نام #فندم آن‌ها Choice، به معنی انتخاب است.
در تاریخ ۷ ژوئن سال ۲۰۱۸، ACE آلبوم repackaged خود با نام ACE Adventures in Wonderland را با نام آهنگ "Take Me Higher" منتشر کرد.
ACE دومین آلبوم خود با عنوان Under Cover را منتشر کرد که آهنگی با همین نام در ۱۷ مه ۲۰۱۹ منتشر شد.
ای سی ایی سومین آلبوم خود با نام Under Cover: The Mad Squad را در تاریخ ۲۹ اکتبر ۲۰۱۹ با عنوان آهنگ "Savage" منتشر کرد.

## اعضا
- دونگهون .Donghun .이동훈 . آواز اصلی[۵]
- واو (کیم سه یون).Wow.와우 .김세윤 . رقصنده اصلی، آواز، رپ
- جون .Jun .박준희. رهبر، آواز سرب، رقصنده سرب
- کیم بیونگکوان .Kim Byeongkwan .김병관.(که قبلاً به عنوان جیسون شناخته می‌شد) . رقصنده اصلی، آواز، رپ
- چان .Chan .강유찬. آواز اصلی

## دیسکوگرافی

### آلبوم‌ها

#### نمایشنامه‌های طولانی
| عنوان                                                                        | جزئیات آلبوم | موقعیت‌های نمودار اوج | موقعیت‌های نمودار اوج            | حراجی         |
| عنوان                                                                        | جزئیات آلبوم | KOR {{سخ}}           | ایالات متحده {{سخ}} جهان {{سخ}} | حراجی         |
| ---------------------------------------------------------------------------- | --- | -------------------- | ------------------------------- | ------------- |
| ماجراهای ACE در سرزمین عجایب                                                 | - منتشر شده: ۷ ژوئن ۲۰۱۸ - برچسب: ضرب و شتم تعاملی - قالب‌ها: CD، بارگیری دیجیتال Track listing 1. "Cactus" (کره‌ای: 선인장; لاتین‌نویسی اصلاح‌شده: Seoninjang) 2. "Callin'" 3. "Black and Blue" 4. "Take Me Higher" 5. "Dessert" 6. "Star (Incompletion)" 7. "Cactus" (Inst.) 8. "Callin'" (Inst.) 9. "Star (Incompletion)" (Inst.) | ۶                    | —                               | - KOR: 19,984 |
| Under Cover                                                                  | - Released: ۱۷ مه ۲۰۱۹ - Label: Beat Interactive - Formats: CD, digital download Track listing 1. Do It Like Me 2. Under Cover 3. Mr. Bass 4. If You Heard 5. 5TAR (CD Only) | ۸                    | ۹                               | - KOR: 28,530 |
| Under Cover: The Mad Squad                                                   | - Released: ۲۹ اکتبر ۲۰۱۹ - Label: Beat Interactive - Formats: CD, digital download Track listing 1. "Intro: Escape" 2. "Savage" 3. "Slow Dive" 4. "So Sick" 5. "Holiday" 6. "Take Me Higher" (Complete Ver.) | ۷                    | —                               | - KOR: 14,670 |
| "—" denotes releases that did not chart or were not released in that region. | |                      |                                 |               |

#### آلبوم‌های مجرد
| عنوان                                                   | جزئیات آلبوم                                                                      | موقعیت‌های نمودار اوج | حراجی       |
| عنوان                                                   | جزئیات آلبوم                                                                      | KOR {{سخ}}           | حراجی       |
| ------------------------------------------------------- | --------------------------------------------------------------------------------- | -------------------- | ----------- |
| کاکتوس (کره‌ای: 선인장; لاتین‌نویسی اصلاح‌شده: Seoninjang) | - منتشر شده: ۲۳ مه ۲۰۱۷ - برچسب: ضرب و شتم تعاملی - قالب‌ها: CD، بارگیری دیجیتال   | ۲۴                   | - KOR: 900  |
| ' صدا می                                                | - منتشر شد: ۱۸ اکتبر ۲۰۱۷ - برچسب: ضرب و شتم تعاملی - قالب‌ها: CD، بارگیری دیجیتال | ۲۸                   | - KOR: 1000 |

### مجردها
| عنوان                                                                        | سال    | موقعیت‌های نمودار اوج | موقعیت‌های نمودار اوج     | حراجی            | آلبوم                        |
| عنوان                                                                        | سال    | KOR Gaon {{سخ}}      | جهان ایالات متحده {{سخ}} | حراجی            | آلبوم                        |
| کره ای                                                                       | کره ای | کره ای               | کره ای                   | کره ای           | کره ای                       |
| ---------------------------------------------------------------------------- | ------ | -------------------- | ------------------------ | ---------------- | ---------------------------- |
| "کاکتوس" (کره‌ای: 선인장; لاتین‌نویسی اصلاح‌شده: Seoninjang)                    | ۲۰۱۷   | -                    | ۲۱                       |                  | ماجراهای ACE در سرزمین عجایب |
| "کالین" "                                                                    | ۲۰۱۷   | -                    | -                        |                  | ماجراهای ACE در سرزمین عجایب |
| "ستاره (ناقص)"                                                               | ۲۰۱۸   | -                    | -                        |                  | ماجراهای ACE در سرزمین عجایب |
| "من را بالاتر ببر"                                                           | ۲۰۱۸   | -                    | ۱۵                       |                  | ماجراهای ACE در سرزمین عجایب |
| "زیر پوشش"                                                                   | ۲۰۱۹   | -                    | ۲۳                       |                  | تحت پوشش                     |
| "وحشی"                                                                       | ۲۰۱۹   | -                    | -                        |                  | Under Cover: Mad Squad       |
| ژاپنی                                                                        |        |                      |                          |                  |                              |
| "همه خواسته من تویی"                                                         | ۲۰۱۹   | -                    | -                        | Non-album single |                              |
| "—" denotes releases that did not chart or were not released in that region. |        |                      |                          |                  |                              |

### همکاری
| سال  | ترانه                    | هنرمند        |
| ---- | ------------------------ | ------------- |
| ۲۰۱۸ | "من احساس خوشبختی می‌کنم" | Hcue feat. آس |

### نمایش موسیقی متن فیلم
| عنوان      | سال  | آلبوم               |
| ---------- | ---- | ------------------- |
| "شاید" (() | ۲۰۱۸ | My Healing Love OST |

## جوایز و نامزدها
| سال  | جایزه                        | دسته‌بندی | نتیجه  | مرجع. |
| ---- | ---------------------------- | --- | ------ | ----- |
| ۲۰۱۷ | جوایز SBS PopAsia            | style="background: #9EFF9E; color: #000; vertical-align: middle; text-align: center; " class="yes table-yes2 notheme"\|برنده | [ ۱۶ ] |       |
| ۲۰۱۸ | StarHub Night of Stars       | style="background: #9EFF9E; color: #000; vertical-align: middle; text-align: center; " class="yes table-yes2 notheme"\|برنده | [ ۱۷ ] |       |
| ۲۰۱۹ | The Fact Music Awards        | style="background: #9EFF9E; color: #000; vertical-align: middle; text-align: center; " class="yes table-yes2 notheme"\|برنده | [ ۱۸ ] |       |
| ۲۰۱۹ | Soribada Best K-Music Awards | style="background: #9EFF9E; color: #000; vertical-align: middle; text-align: center; " class="yes table-yes2 notheme"\|برنده | [ ۱۹ ] |       |